# Svenstjärnen (Östmarks socken, Värmland)
Svenstjärnen är en sjö i Torsby kommun i Värmland och ingår i Göta älvs huvudavrinningsområde. Sjön är 9,8 meter djup, har en yta på 0,035 kvadratkilometer och befinner sig 376 meter över havet.